# General (Italija)
General (izvirno italijansko Generale; tudi armadni general) je najvišji vojaški čin, katerega uporabljata Italijanska kopenska vojska in Italijansko vojno letalstvo. V skladu z Natovim standardom STANAG 2116 čin nosi oznako OF-10 in je petzvezdni čin. Čin je nadrejen činu korpusnega generala s posebnimi zadolžitvami.
Korpusni general je (bil) enakovreden činu admirala (ammiraglio) Italijanske vojne mornarice (Marina Militare). Ti trije najvišji čini (kopenske vojske, vojne mornarice in vojnega letalstva) so povezani s položajem vodje Vrhovnega obrambnega sveta Italije.

## Oznake
- Oznaka čina korpusnega generala kopenske vojske
- Oznaka čina korpusnega generala vojnega letalstva